# Gonatocerus carlylei
Gonatocerus carlylei är en stekelart som beskrevs av Girault 1913. Gonatocerus carlylei ingår i släktet Gonatocerus och familjen dvärgsteklar. Inga underarter finns listade i Catalogue of Life.